# Корабсельки
Корабсе́лькі — село Бугровського сільського поселення Всеволожського району Ленінградської області.
В різний час називалось Корпселькя, Корпіселькі, Корбоселькі, що є варіаціями фін. Korpiselkä «лісова гряда».
В  XVI - XVIII століттях село була центром Корбосільского погосту (до  завоювання  Інгерманландії шведами в 1614 - 1617 роках — погосту  Ореховського повіту  водська п'ятини).

## Населення
| 2007 | 2010 | 2017 |
| ---- | ---- | ---- |
| 77   | ↗200 | ↗227 |